# 直布羅陀司法機構
36°08′16″N 5°21′11″W / 36.13773°N 5.352976°W
直布羅陀司法機構（英語：Judiciary of Gibraltar）是直布羅陀政府的一部分，負責執行和維護直布羅陀法例、確保法律之前人人平等，以及提供調解方案機制。直布羅陀司法系統基於英格蘭法建立，並混合了普通法和成文法。直布羅陀的各級法院包括一個裁判法院，最高法院和上訴法院。

## 樞密院司法委員會

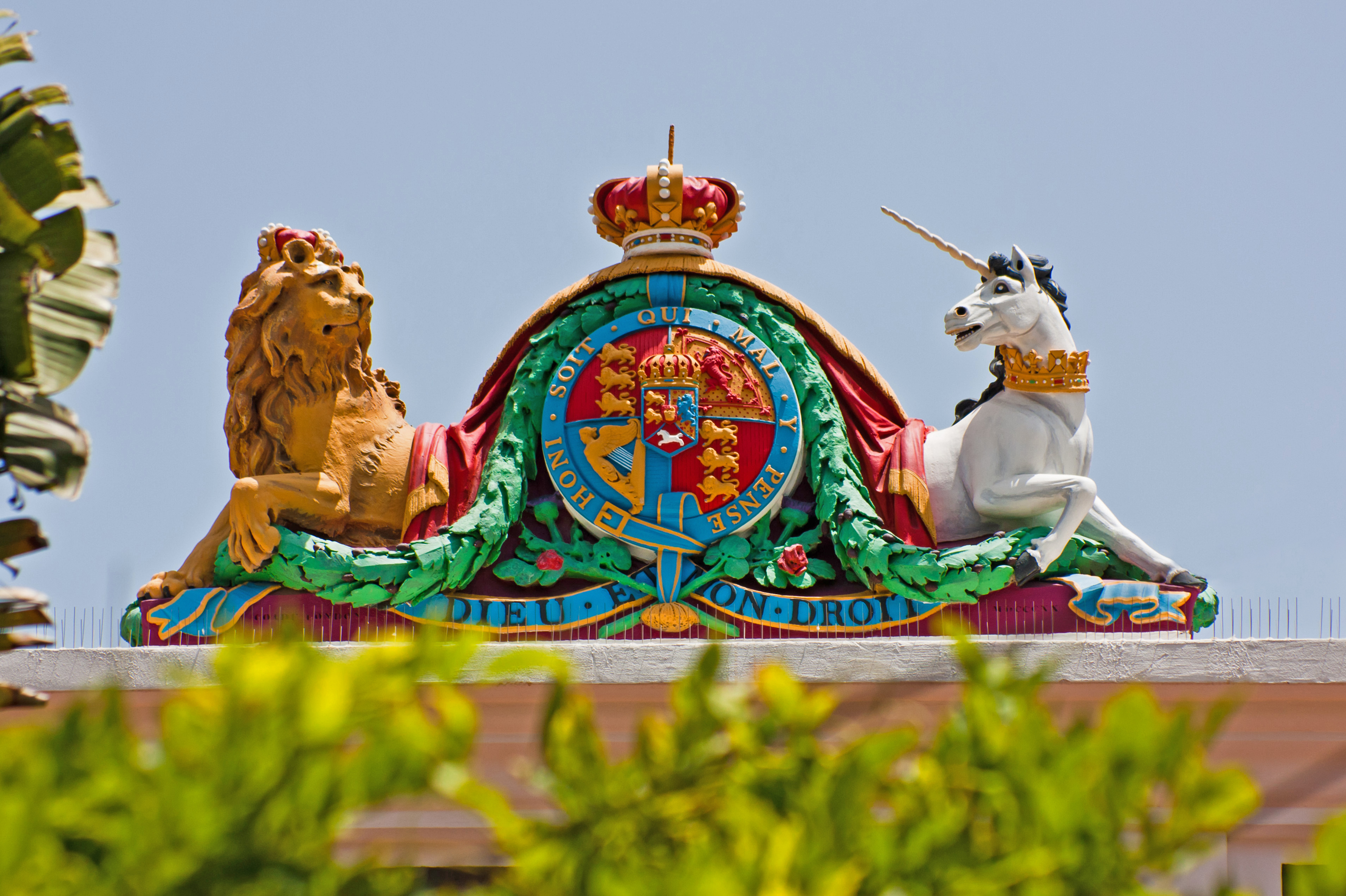
舊英國皇家徽章，在漢諾威王朝時期掛於各直布羅陀法院上。

直布羅陀的終審法院是位於倫敦的樞密院司法委員會，能夠對來自直布羅陀上訴法院的上訴案件進行審訊。

## 歐洲法院
歐洲法院是直布羅陀地區有關歐盟法律的最高權力機關。

## 上訴法院
直布羅陀上訴法院是第二高級的法院。該法院由不少於三名的單數法官組成。直布羅陀首席法官是上訴法院的當然成員，但不會對自己在下級法院中已裁決的上訴案件進行聆訊。

## 直布羅陀最高法院
最高法院由三名法官組成，分別是直布羅陀首席法官和另外兩名直布羅陀總督任命的陪審法官。最高法院對有關民事、刑事訴訟、家事訴訟、保護法院、海事法及衡平法法庭的案件進行審訊。最高法院亦會對處理來自裁判法院的案件上訴。

## 下級法院
最低級別的法院分別為死因裁判法庭和裁判法院（該法庭主要審理刑事和家事案件）。在裁判法院以下亦設有數個審裁處負責處理社會保障、稅務和僱傭事項。

## 新法院大樓

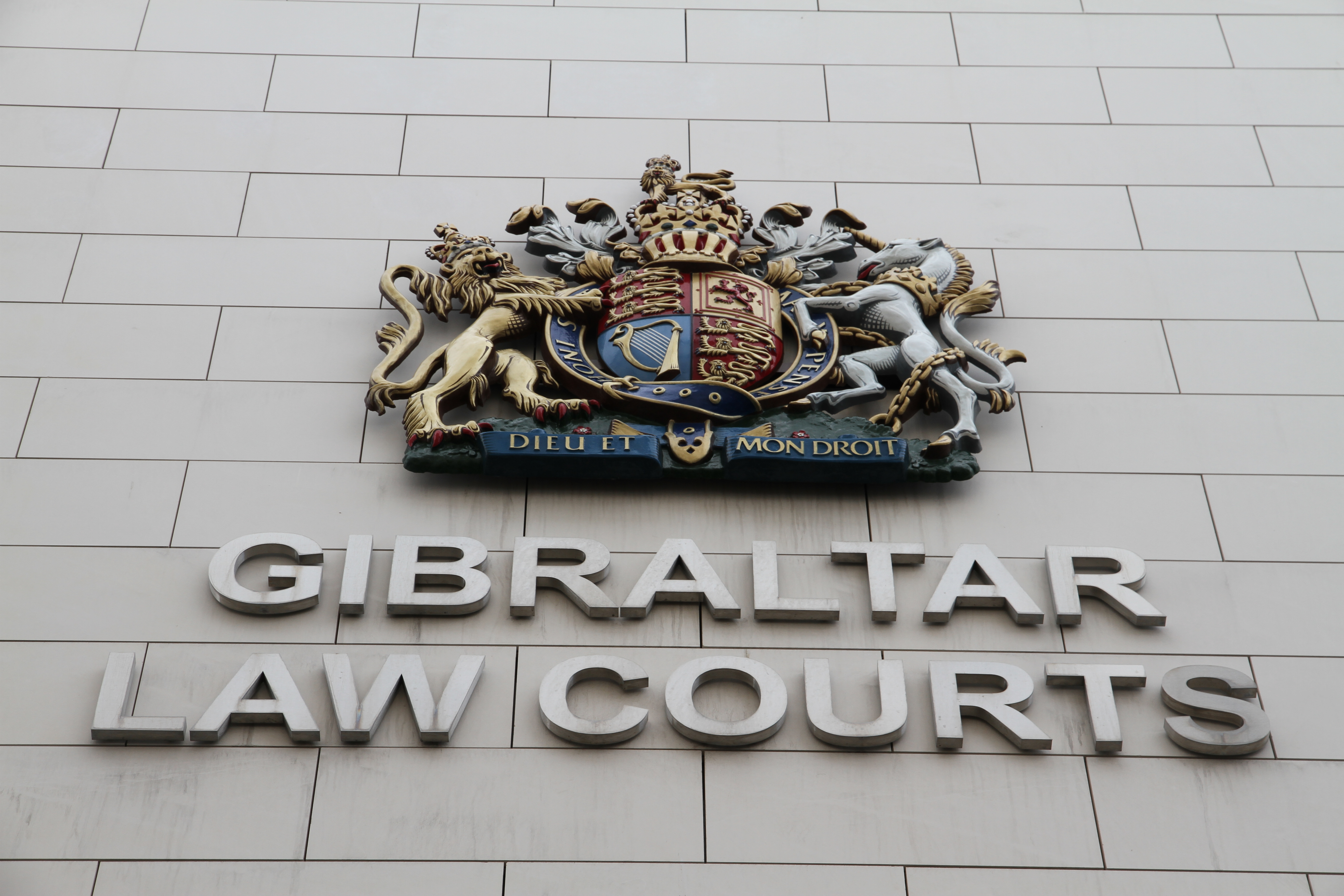
直布羅陀新法院大樓。

2012年9月，直布羅陀新法院大樓由直布羅陀司法部長吉爾伯特·利卡迪主持開幕。新大樓設有七間法庭供各給法院使用，包括一間作為死因裁判法庭、兩間裁判法院法庭和四間最高法院法庭。

## 外部連結
- Gibraltar Courts Service （页面存档备份，存于）
- Organisation of Justice in Gibraltar (pdf)